# HD 114762
HD 114762 è una stella tripla della Costellazione della Chioma di Berenice. È di colore giallo-bianco e dista dalla Terra 132 anni luce, mentre la compagna è una debole nana rossa di tipo spettrale M6, che orbita attorno alla principale alla distanza di circa 127 UA. Un'altra compagna, ritenuta inizialmente un pianeta extrasolare, si è rilevata essere un'altra nana rossa di piccola massa (100-150 volte quella di Giove).
Per osservarla è necessario un telescopio o un buon binocolo. 

## Sistema planetario
L'oggetto sub-stellare ha una massa di quasi 147 volte quella di Giove, venne creduto un pianeta ma studi del 2020 hanno rivelato una massa molto più alta di quella inizialmente stimata. Orbita attorno alla stella in 84 giorni, a una distanza di 0,353 UA. Inizialmente scoperto nel 1989, venne però confermato solamente nel 2012. nel 2022 la massa è stata rivista ulteriormente verso l'alto, a 0,293 M⊙, per cui si tratta certamente di una stella nana rossa e non di un pianeta o una nana bruna.